# Viscum anceps
Viscum anceps är en sandelträdsväxtart som beskrevs av Ernst Meyer. Viscum anceps ingår i släktet mistlar, och familjen sandelträdsväxter. Inga underarter finns listade i Catalogue of Life.